# Adesione della Croazia all'Unione europea
L'iter per l'adesione della Croazia all'Unione europea è stato avviato con la proposizione della domanda, da parte del Paese alla UE, il 21 febbraio 2003. La Commissione europea ha suggerito di farla diventare candidato ufficiale il 20 aprile 2004. Lo status di paese candidato è stato deliberato dal Consiglio europeo il 18 giugno 2004; mentre i negoziati d'adesione sono cominciati il 3 ottobre 2005. Dopo la Slovenia, la Croazia è stata la seconda delle sei repubbliche che facevano parte della Jugoslavia a divenire membro dell'UE. La Croazia è diventata il 28º stato membro dell'Unione europea il 1º luglio 2013, ricevendo 12 seggi in Parlamento e 7 voti nel Consiglio dell'Unione europea.

## Controversie
I negoziati di adesione vertirono, principalmente, sui seguenti punti:
- Cooperazione col Tribunale Internazionale sui crimini nella ex Jugoslavia[1]: La Croazia dovette estradare diversi suoi cittadini verso il Tribunale penale internazionale per l'ex-Jugoslavia, circostanza che provocò diverse polemiche sulla scena della politica interna croata; più volte l'UE aveva posto ciò come condizione per l'apertura dei negoziati d'adesione. Il processo di ratifica dell'ASA con la Croazia venne bloccato dopo il Consiglio europeo del 20 dicembre 2004, che aveva deliberato che i negoziati di adesione con la Croazia avrebbero avuto inizio il 17 marzo 2005. Il 16 marzo 2005 l'allora Procuratore Capo dell'ICTY Carla Del Ponte con una sua relazione, indusse l'UE a non aprire i negoziati d'adesione con la Croazia perché quest'ultima secondo la relazione della Del Ponte non cooperava abbastanza per la cattura di Ante Gotovina, generale croato accusato di crimini di guerra e contro l'umanità. Gotovina fu arrestato a Tenerife il 7 dicembre 2005 e il giorno successivo fu estradato all'Aja.
- Al 2007 importanti passi in avanti erano ancora da fare nella modernizzazione del sistema giudiziario e della pubblica amministrazione; nella lotta contro la criminalità organizzata e in una politica volta a favorire la tutela delle minoranze presenti nel paese[5].

Le Slovenia ritirò il veto, posto nel dicembre del 2008, all'ingresso della Croazia all'Unione europea una volta superate le controversie inerenti al confine marino.
La libertà di acquisto di beni immobili da parte di cittadini stranieri fu una questione delicata in Croazia, in particolare per gli italiani e soprattutto in Istria. A seguito delle vicende storiche della seconda guerra mondiale (quando l'Istria passò di mano tra il Regno d'Italia e la Repubblica Socialista Federale di Jugoslavia), infatti, i cittadini italiani non potevano acquistare immobili in Croazia. Numerosi politici italiani espressero il loro malcontento riguardo l'incapacità degli italiani per l'acquisto di terreni in Croazia, considerando che fosse un trattamento discriminatorio e affermando che il problema dovesse essere risolto il più presto possibile.
La Croazia successivamente negò ogni discriminazione, affermando che la legislazione croata prevede lo stesso trattamento di tutti i cittadini dell'UE in materia di proprietà della terra. A metà del 2006 la Croazia e l'Italia raggiunsero un accordo che consente ai cittadini italiani l'acquisto di terreni in Croazia e viceversa.
Con un sistema simile utilizzato con gli italiani la Croazia, furono privati carta di identità tutti i cittadini croati di nazionalità serba che non certificarono, entro il 31 dicembre 2014, la loro temporanea non residenza in Croazia. Si stimarono 254.000 persone in tale situazione, molti dei quali profughi serbi che sarebbero anche ritornati a quel che resta delle loro case ma, per ristrutturarle era necessaria la carta d’identità croata di cui sono stati privati.

## Progresso dei negoziati
| Capitoli dell'acquis                                             | Situazione attuale                        | Inizio Screening | Chiusura Screening | Apertura Capitolo | Chiusura Capitolo |
| ---------------------------------------------------------------- | ----------------------------------------- | ---------------- | ------------------ | ----------------- | ----------------- |
| 1. Libertà di circolazione delle merci                           | Allineata alle condizioni imposte dall'UE | 16/01/2006       | 24/02/2006         | 25/07/2008        | 19/04/2010        |
| 2. Libertà di circolazione dei lavoratori                        | Allineata alle condizioni imposte dall'UE | 19/07/2006       | 11/09/2006         | 17/06/2008        | 02/10/2009        |
| 3. Diritto di stabilimento/libertà di fornire servizi            | Allineata alle condizioni imposte dall'UE | 21/11/2005       | 20/12/2005         | 26/06/2008        | 02/10/2009        |
| 4. Libera circolazione dei capitali                              | Allineata alle condizioni imposte dall'UE | 25/11/2005       | 22/12/2005         | 02/10/2009        | 05/11/2010        |
| 5. Appalti pubblici                                              | Allineata alle condizioni imposte dall'UE | 07/11/2005       | 28/11/2005         | 19/12/2009        | 30/06/2010        |
| 6. Diritto societario                                            | Allineata alle condizioni imposte dall'UE | 21/06/2006       | 20/07/2006         | 26/07/2007        | 02/10/2009        |
| 7. Diritto alla proprietà intellettuale                          | Allineata alle condizioni imposte dall'UE | 06/02/2006       | 03/03/2006         | 29/03/2007        | 19/12/2009        |
| 8. Concorrenza                                                   | Allineata alle condizioni imposte dall'UE | 08/11/2005       | 02/12/2005         | 30/06/2010        | 30/06/2011        |
| 9. Servizi finanziari                                            | Allineata alle condizioni imposte dall'UE | 29/06/2006       | 03/05/2006         | 26/06/2007        | 27/11/2009        |
| 10. Società dell'informazione/Media                              | Allineata alle condizioni imposte dall'UE | 12/06/2006       | 14/07/2006         | 26/07/2007        | 19/12/2008        |
| 11. Agricoltura/Sviluppo rurale                                  | Allineata alle condizioni imposte dall'UE | 05/12/2006       | 26/01/2006         | 02/10/2008        | 19/04/2011        |
| 12. Sicurezza alimentare/Politica veterinaria e fitosanitaria    | Allineata alle condizioni imposte dall'UE | 09/03/2006       | 28/04/2006         | 02/10/2009        | 27/07/2010        |
| 13. Pesca                                                        | Allineata alle condizioni imposte dall'UE | 24/02/2006       | 31/03/2006         | 19/02/2010        | 30/06/2011        |
| 14. Trasporti                                                    | Allineata alle condizioni imposte dall'UE | 26/06/2006       | 28/09/2006         | 21/04/2008        | 05/11/2010        |
| 15. Energia                                                      | Allineata alle condizioni imposte dall'UE | 16/05/2006       | 16/06/2006         | 21/04/2008        | 27/11/2009        |
| 16. Tassazione                                                   | Allineata alle condizioni imposte dall'UE | 06/06/2006       | 12/07/2006         | 02/10/2009        | 30/06/2010        |
| 17. Economia/Politica monetaria                                  | Allineata alle condizioni imposte dall'UE | 16/02/2006       | 23/03/2006         | 21/12/2006        | 02/10/2009        |
| 18. Statistiche                                                  | Allineata alle condizioni imposte dall'UE | 19/06/2006       | 18/07/2006         | 26/06/2007        | 02/10/2009        |
| 19. Politica sociale/Occupazione                                 | Allineata alle condizioni imposte dall'UE | 08/02/2006       | 23/03/2006         | 16/06/2008        | 21/12/2009        |
| 20. Impresa/Politica industriale                                 | Allineata alle condizioni imposte dall'UE | 27/03/2006       | 05/05/2006         | 21/12/2006        | 25/07/2008        |
| 21. Reti transeuropee                                            | Allineata alle condizioni imposte dall'UE | 30/06/2006       | 29/09/2006         | 19/12/2007        | 02/10/2009        |
| 22. Politica regionale/Coordinamento degli strumenti strutturali | Allineata alle condizioni imposte dall'UE | 11/09/2006       | 10/10/2006         | 02/10/2009        | 19/04/2011        |
| 23. Magistratura/Diritti fondamentali                            | Allineata alle condizioni imposte dall'UE | 06/09/2006       | 13/10/2006         | 30/06/2010        | 30/06/2011        |
| 24. Giustizia/Libertà/Sicurezza                                  | Allineata alle condizioni imposte dall'UE | 23/01/2006       | 16/02/2006         | 02/10/2009        | 22/12/2010        |
| 25. Scienza/Ricerca                                              | Allineata alle condizioni imposte dall'UE | 20/10/2005       | 14/11/2009         | 12/06/2006        | 02/10/2009        |
| 26. Istruzione/Cultura                                           | Allineata alle condizioni imposte dall'UE | 26/10/2005       | 16/11/2005         | 11/12/2006        | 11/12/2006        |
| 27. Ambiente                                                     | Allineata alle condizioni imposte dall'UE | 03/04/2006       | 02/06/2006         | 19/02/2010        | 22/12/2010        |
| 28. Consumatori/Tutela della salute                              | Allineata alle condizioni imposte dall'UE | 08/06/2006       | 11/07/2006         | 12/10/2007        | 27/11/2009        |
| 29. Unione doganale                                              | Allineata alle condizioni imposte dall'UE | 31/01/2006       | 14/03/2006         | 21/12/2006        | 02/10/2009        |
| 30. Relazioni esterne                                            | Allineata alle condizioni imposte dall'UE | 10/07/2006       | 13/09/2006         | 12/10/2007        | 30/10/2008        |
| 31. Politica estera/Sicurezza/Difesa                             | Allineata alle condizioni imposte dall'UE | 14/09/2006       | 06/10/2006         | 22/12/2010        | 30/06/2011        |
| 32. Controlli finanziari                                         | Allineata alle condizioni imposte dall'UE | 18/05/2006       | 30/06/2006         | 26/06/2007        | 27/07/2010        |
| 33. Disposizioni finanziarie e di bilancio                       | Allineata alle condizioni imposte dall'UE | 06/09/2006       | 04/10/2006         | 09/12/2007        | 30/06/2011        |
| 34. Istituzioni                                                  |                                           |                  |                    | 05/11/2010        | 05/11/2010        |
| 35. Altri problemi                                               |                                           |                  |                    | 30/06/2011        | 30/06/2011        |

## Riepilogo

### 2001
| Giorno     | Evento |
| ---------- | --- |
| 29 ottobre | Firma a Lussemburgo l'accordo di stabilizzazione e associazione (ASA), formalmente Accordo di stabilizzazione e di associazione tra le Comunità europee e i loro Stati membri, da una parte, e la Repubblica di Croazia, dall'altra. |

### 2003
| Giorno      | Evento                                                        |
| ----------- | ------------------------------------------------------------- |
| 21 febbraio | Presenta la domanda ufficiale di adesione all'Unione europea; |

### 2004
| Giorno      | Evento                                                                                                |
| ----------- | --- |
| 18 aprile   | Presenta le risposte al questionario alla Commissione europea;                                        |
| 20 aprile   | La Commissione europea in base alle risposte del Questionario emette un parere positivo (Avis)        |
| 17 giugno   | Il Consiglio europeo conferisce alla Croazia lo status di Paese candidato all'adesione;               |
| 17 dicembre | Il Consiglio europeo stabilisce che i negoziati di adesione con la Croazia iniziano il 17 marzo 2005. |

### 2005
| Giorno      | Evento                            |
| ----------- | --------------------------------- |
| 1º febbraio | Entra in vigore l'ASA             |
| 3 ottobre   | Inizio dei negoziati di adesione; |
| 20 ottobre  | Inizia il processo di screening.  |

### 2006
| Giorno      | Evento |
| ----------- | --- |
| 20 giugno   | Aperto e chiuso il capitolo negoziale Scienza/Ricerca;                                                     |
| 28 giugno   | Aperti i capitoli negoziali Competitività e Unione doganale;                                               |
| 20 luglio   | Aperto il capitolo negoziale Politica sociale/Occupazione;                                                 |
| 11 dicembre | Aperto e chiuso il capitolo negoziale Educazione/Cultura;                                                  |
| 21 dicembre | Aperti i capitoli negoziali Economia e Politica monetaria, Impresa/Politica industriale e Unione doganale. |

### 2007
| Giorno      | Evento |
| ----------- | --- |
| 29 marzo    | Aperto e chiuso il capitolo negoziale Diritto della proprietà intellettuale; |
| 26 giugno   | Aperti i capitoli negoziali Diritto societario, Controllo finanziario, Servizi finanziari, Società dell'informazione/Media, Diritto di stabilimento/libertà di provvedere ai servizi e Statistica; |
| 12 ottobre  | Aperti i capitoli negoziali Consumatori/Tutela della salute e Relazioni esterne; |
| 19 dicembre | Aperti i capitoli negoziali Reti transeuropee e Disposizioni finanziarie e di bilancio. |

### 2008
| Giorno      | Evento |
| ----------- | --- |
| 21 aprile   | Aperti i capitoli negoziali Energia e Politica dei trasporti; |
| 17 giugno   | Aperti i capitoli negoziali Libertà di movimento dei lavoratori e Politica sociale e Occupazione;                                                                               |
| 25 luglio   | Aperto il capitolo negoziale Libera circolazione delle merci. Chiuso il capitolo negoziale Impresa/Politica industriale;                                                        |
| 30 ottobre  | Chiuso il capitolo negoziale Relazioni esterne; |
| 19 dicembre | Aperto il capitolo negoziale Appalti pubblici. Chiusi i capitoli negoziali Diritto della proprietà intellettuale, Società dell'informazione/Media e Economia/Politica monetaria |

### 2009
| Giorno       | Evento |
| ------------ | --- |
| 23 aprile    | Negoziati bloccati per una disputa tra Slovenia e Croazia sul confine lungo la Baia di Pirano che spinge Lubiana a porre il veto sulla prosecuzione dei negoziati di adesione con Zagabria; |
| 11 settembre | La Slovenia toglie il veto sulla prosecuzione dei negoziati di adesione della Croazia; |
| 2 ottobre    | Aperti i capitoli negoziali Libertà di movimento dei capitali, Agricoltura/Sviluppo rurale, Sicurezza alimentare/Politica veterinaria e fitosanitaria, Tassazione, Politica regionale e Coordinamento degli strumenti strutturali e Giustizia, Libertà e Sicurezza. Chiusi i capitoli negoziali Libertà di movimento dei lavoratori, Diritto societario, Statistica, Reti transeuropee e Unione doganale; |
| 27 novembre  | Chiusi i capitoli negoziali Energia, Consumatori/Tutela della salute e Servizi finanziari; |
| 21 dicembre  | Chiusi i capitoli negoziali Diritto di stabilimento//libertà di provvedere ai servizi e Politica sociale/Occupazione |

### 2010
| Giorno      | Evento |
| ----------- | --- |
| 19 febbraio | Aperti i capitoli negoziali Ambiente e Pesca; |
| 19 aprile   | Chiuso il capitolo negoziale Libera circolazione delle merci; |
| 30 giugno   | Aperti i capitoli negoziali Competitività, Magistratura/Diritti fondamentali e Politica estera/Sicurezza/Difesa e Difesa. Chiusi i capitoli negoziali Appalti pubblici e Tassazione; |
| 27 luglio   | Chiusi i capitoli negoziali Competitività e Sicurezza alimentare/Politica veterinaria e fitosanitaria e Controlli finanziari;                                                        |
| 5 novembre  | Chiusi i capitoli negoziali Libertà di movimento dei capitali, Politica dei trasporti e Istituzioni;                                                                                 |
| 22 dicembre | Chiusi i capitoli negoziali Giustizia/Libertà/Sicurezza, Ambiente e Politica estera/Sicurezza/Difesa;                                                                                |

### 2011
| Giorno     | Evento |
| ---------- | --- |
| 19 aprile  | Chiusi i capitoli negoziali Agricoltura/Sviluppo rurale e Politica regionale/Coordinamento degli strumenti strutturali. |
| 30 giugno  | Chiusi i negoziati di adesione. |
| 9 dicembre | Firma il Trattato di Bruxelles (2011), formalmente Trattato tra Regno del Belgio, la Repubblica di Bulgaria, la Repubblica ceca, il Regno di Danimarca, la Repubblica federale di Germania, la Repubblica di Estonia, la Repubblica ellenica, il Regno di Spagna, la Repubblica francese, l'Irlanda, la Repubblica italiana, la Repubblica di Cipro, la Repubblica di Lettonia, la Repubblica di Lituania, il Granducato del Lussemburgo, la Repubblica di Ungheria, la Repubblica di Malta, il Regno dei Paesi Bassi, la Repubblica d'Austria, la Repubblica di Polonia, la Repubblica portoghese, la Romania, la Repubblica di Slovenia, la Repubblica slovacca, la Repubblica di Finlandia, il Regno di Svezia, il Regno Unito di Gran Bretagna e Irlanda del Nord (Stati membri dell'Unione europea) e la Repubblica di Croazia, relativo all'adesione della Repubblica di Croazia all'Unione europea |

### 2012
| Giorno     | Evento                                                                              |
| ---------- | ----------------------------------------------------------------------------------- |
| 22 gennaio | Il referendum di adesione all'Unione europea passa con il 67,7% di voti favorevoli. |

### 2013
| Giorno    | Evento                                 |
| --------- | -------------------------------------- |
| 1º luglio | La Croazia aderisce all'Unione europea |

## Effetti dell'adesione
L'adesione del Paese all'UE comporta l'adozione da parte dello stesso della normativa comunitaria. A questa regola generale vi sono delle eccezioni specifiche: la Croazia ha potuto utilizzare reti per la pesca fuori dagli standard UE fino al 2014 e continuare ad applicare un regime fiscale maggiormente favorevole sui tabacchi fino al 2017. Inoltre, prima di poter adottare l'euro come sua valuta, ha dovuto soddisfare i relativi criteri di convergenza.